# Perrignier
Perrignier település Franciaországban, Haute-Savoie megyében. Lakosainak száma 1882 fő (2022. január 1.). Perrignier Allinges, Cervens, Draillant, Lully, Margencel és Sciez községekkel határos.

## Népesség
A település népességének változása:
| Lakosok száma | 1647 | 1780 | 1876 | 1845 | 1868 | 1885 | 1875 | 1878 | 1882 |
|               | 2013 | 2015 | 2016 | 2017 | 2018 | 2019 | 2020 | 2021 | 2022 |